# Bocaiuva
Bocaiuva é um município brasileiro situado no interior do estado de Minas Gerais, cerca de 369 km ao norte da capital Belo Horizonte. De acordo com o censo realizado em 2022 sua população era de 48 032 habitantes. É a sexta cidade mais populosa do Norte de Minas e a 73ª do estado.
Ele é localizada na bacia hidrográfica do Rio Jequitinhonha.

## Topônimo
Existem duas versões a respeito da origem do nome "Bocaiuva": uma remete à palmeira Macaúba (nome científico Acrocomia aculeata, também conhecida como bocaiúva) e a outra ao abolicionista e jornalista Quintino Bocaiuva. Entretanto, esse jornalista em nada contribuiu para o nome da cidade, visto que a abundância da palmeira "bocaiúva" na região é o que de fato deu origem ao nome do município mineiro.

## História
A lei provincial nº 2.214, de 3 de março de 1876, criou o distrito de Jequitaí, futuramente subordinado, conforme a lei estadual nº 2, de 14 de setembro de 1891, ao município de Montes Claros.
Em 1884, a lei provincial nº 3.276, de 30 de outubro, elevou o distrito à condição de cidade e a denominou Conceição de Jequitaí, topônimo novamente alterado pela lei provincial nº 3.442, de 20 de setembro de 1887, quando a cidade volta a se chamar Jequitaí. Em 1890, já sob o regime republicano, o município adotou o nome atual, conforme decreto estadual nº 90, de 4 de junho.

## Geografia
Bocaiuva possui uma das melhores infra-estruturas sanitárias do Norte de Minas, asfaltamento em mais de 80% das ruas e tem a segunda melhor arrecadação norte-mineira. De acordo com o IBGE, em 2010 Bocaiuva tinha a população residente de 46.654 habitantes, sendo 23.366 homens e 23.288 mulheres.
Segundo dados do Instituto Nacional de Meteorologia (INMET), referentes aos períodos de 1979 a 1986, 1988, 1990 a 1991 e 1993 a 1997, a menor temperatura registrada em Bocaiuva, no povoado de Engenheiro Dolabela, foi de 0 °C em junho de 1997, nos dias 10 e 30, e a maior atingiu 38,9 °C em 1° de novembro de 1984. O maior acumulado de precipitação em 24 horas foi de 125,3 milímetros (mm) em 21 de novembro de 1994, seguido por 115,6 mm em 28 de dezembro de 1985. Janeiro de 1985, com 529,8 mm, foi o mês de maior precipitação.
| Dados climatológicos para Bocaiuva (Engenheiro Dolabela) | Dados climatológicos para Bocaiuva (Engenheiro Dolabela) | Dados climatológicos para Bocaiuva (Engenheiro Dolabela) | Dados climatológicos para Bocaiuva (Engenheiro Dolabela) | Dados climatológicos para Bocaiuva (Engenheiro Dolabela) | Dados climatológicos para Bocaiuva (Engenheiro Dolabela) | Dados climatológicos para Bocaiuva (Engenheiro Dolabela) | Dados climatológicos para Bocaiuva (Engenheiro Dolabela) | Dados climatológicos para Bocaiuva (Engenheiro Dolabela) | Dados climatológicos para Bocaiuva (Engenheiro Dolabela) | Dados climatológicos para Bocaiuva (Engenheiro Dolabela) | Dados climatológicos para Bocaiuva (Engenheiro Dolabela) | Dados climatológicos para Bocaiuva (Engenheiro Dolabela) | Dados climatológicos para Bocaiuva (Engenheiro Dolabela) |
| Mês | Jan                                                      | Fev                                                      | Mar                                                      | Abr                                                      | Mai                                                      | Jun                                                      | Jul                                                      | Ago                                                      | Set                                                      | Out                                                      | Nov                                                      | Dez                                                      | Ano                                                      |
| --- | -------------------------------------------------------- | -------------------------------------------------------- | -------------------------------------------------------- | -------------------------------------------------------- | -------------------------------------------------------- | -------------------------------------------------------- | -------------------------------------------------------- | -------------------------------------------------------- | -------------------------------------------------------- | -------------------------------------------------------- | -------------------------------------------------------- | -------------------------------------------------------- | -------------------------------------------------------- |
| Temperatura máxima recorde (°C) | 37,1                                                     | 36,6                                                     | 37,9                                                     | 37,4                                                     | 34,3                                                     | 32,6                                                     | 32,1                                                     | 36,9                                                     | 38,7                                                     | 38,5                                                     | 38,9                                                     | 37,5                                                     | 38,9                                                     |
| Temperatura máxima média (°C) | 30,7                                                     | 31,5                                                     | 31                                                       | 29,8                                                     | 28,6                                                     | 27,9                                                     | 27,4                                                     | 29,1                                                     | 30,8                                                     | 31,6                                                     | 30,4                                                     | 29,7                                                     | 29,9                                                     |
| Temperatura média compensada (°C) | 24,2                                                     | 24,8                                                     | 24,4                                                     | 23                                                       | 21,2                                                     | 19,4                                                     | 19,3                                                     | 20,8                                                     | 23,1                                                     | 23,6                                                     | 24                                                       | -                                                        | -                                                        |
| Temperatura mínima média (°C) | 18,2                                                     | 18,6                                                     | 18,6                                                     | 16,5                                                     | 14                                                       | 11,5                                                     | 11,7                                                     | 12,4                                                     | 15,7                                                     | 17,7                                                     | 18,1                                                     | 18,2                                                     | 15,9                                                     |
| Temperatura mínima recorde (°C) | 12,1                                                     | 10,6                                                     | 11                                                       | 7,8                                                      | 5                                                        | 0                                                        | 2,8                                                      | 3                                                        | 7,2                                                      | 9                                                        | 10,1                                                     | 11                                                       | 0                                                        |
| Precipitação (mm) | 214,7                                                    | 76,2                                                     | 117,3                                                    | 43,7                                                     | 5,9                                                      | 7,3                                                      | 9,6                                                      | 2,9                                                      | 23,9                                                     | 57,6                                                     | 176,8                                                    | 206,5                                                    | 942,3                                                    |
| Dias com precipitação (≥ 1 mm) | 11                                                       | 7                                                        | 9                                                        | 3                                                        | 1                                                        | 1                                                        | 1                                                        | 1                                                        | 2                                                        | -                                                        | 13                                                       | -                                                        | -                                                        |
| Umidade relativa compensada (%) | 78                                                       | 73,9                                                     | 76,8                                                     | 75,1                                                     | 73,1                                                     | 70,8                                                     | 67,1                                                     | 64,7                                                     | 65                                                       | 67,4                                                     | 72,8                                                     | 78                                                       | 71,9                                                     |
| Insolação (h) | 187,1                                                    | 221,3                                                    | 204,7                                                    | 223,2                                                    | 229,8                                                    | 238,9                                                    | 242,7                                                    | 239,7                                                    | 215                                                      | 195,6                                                    | 162,9                                                    | 151,7                                                    | 2 512,6                                                  |
| Fonte: Instituto Nacional de Meteorologia (INMET) (normal climatológica de 1981-2010; recordes de temperatura: 01/06/1979 a 31/12/1986, 01/01/1988 a 31/12/1988, 01/01/1990 a 31/12/1991 e 01/01/1993 a 30/09/1997) |                                                          |                                                          |                                                          |                                                          |                                                          |                                                          |                                                          |                                                          |                                                          |                                                          |                                                          |                                                          |                                                          |

### Hidrografia
- Rio Jequitinhonha
- Rio São Francisco

## Organização Político-Administrativa
Sendo um município do Brasil, Bocaiuva é administrada por dois poderes, o executivo e o legislativo, independentes e harmônicos entre si. O primeiro é representado pelo prefeito, auxiliado pelo seu gabinete de secretários e eleito pelo voto popular para um mandato de quatro anos, sendo permitida uma única reeleição para mais um mandato consecutivo, enquanto que o segundo é representado pela Câmara Municipal de Bocaiuva, órgão colegiado de representação dos munícipes que é composto por 13 vereadores também eleitos por sufrágio universal.
As atuais autoridades que ocupam cargos da organização político-administrativa de Bocaiuva são as seguintes (data: 13 de janeiro de 2024):
- Prefeito: Roberto Jairo Torres - AVANTE (2021/-)[17]
- Vice-prefeito: Frank Weslen Lopes - REDE (2021/-)[17]
- Presidente da Câmara: José Maria Gomes Torres - PSD (2023/-)[18]

### Bocaiuvenses ilustres
- Betinho - sociólogo e ativista dos direitos humanos brasileiros;
- Claudiney Batista - atleta paralímpico e recordista mundial da classe F56;
- Dina Mangabeira - poetisa;
- José Maria Alkmin - político;
- Laudivio Carvalho - radialista e político;
- Leo Cunha - escritor e jornalista;
- Letícia Ferreira de Souza - supercentenária;
- Luiza Carvalho - advogada e modelo wellness;
- Maria da Paixão de Jesus - atriz e cantora;
- Patrus Ananias - Político - Deputado Federal
- Sebastião Nunes - escritor, artista gráfico e poeta;
- Serafim Gomes Jardim da Silva - arcebispo-emérito de Diamantina.